# Eir

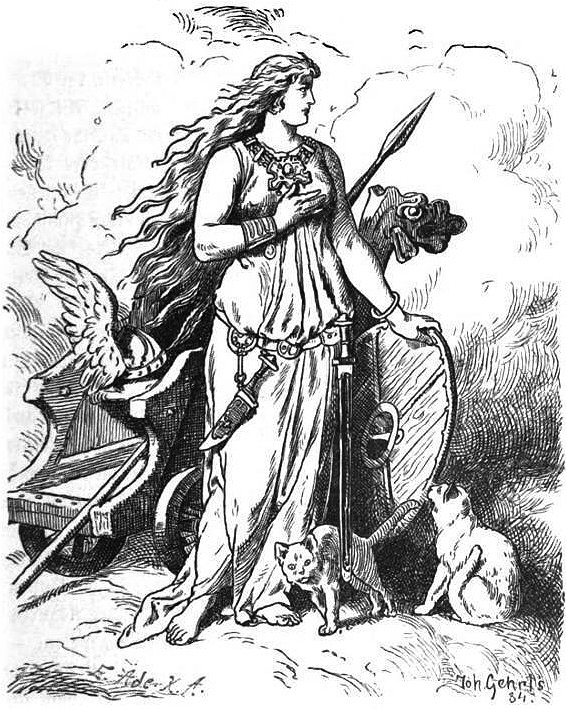

Eir (che significa "vita" o "speranza" in norreno) è una Dea della mitologia norrena appartenente alla stirpe degli Asi. Eir era tra le file delle valchirie per la sua abilità di "scegliere i morti" dal campo di battaglia e di risvegliarli. Le si attribuiscono tutte le doti dell'arte della vita, in particolare di tutte le erbe medicinali; si dice che era addirittura capace di resuscitare i morti.
È una dea sulla montagna Lyfia. Era buona amica di Frigg.
Essendo una grande Dea della vita, Eir è la patrona di tutti coloro che lavorano nella medicina. Si narra che rigenerasse la salute di tutte le donne che la cercavano e che insegnasse solo alle donne gli incantesimi di vita. Per questo solo le donne potevano intraprendere la via della medicina nella Scandinavia.
Eir è assimilabile con Igea, figlia di Asclepio, nella mitologia greca e romana.